# Gil IV de Atrosillo
Gil de Atrosillo o Chil de Atrosillo aparece correctamente documentado como caballero con este nombre, que en 1331 es señor se Estercuel, Gargallo y Cañizar. En documento cede bienes para el Monasterio del Olivar.
También aparece un tal Gil de Atrosillo como un caballero aragonés, al parecer legendario, perteneciente al linaje de los Atrosillo, mesnaderos originarios de Atrosillo (cerca del actual Castiello de Jaca), que según la Crónica de San Juan de la Peña murió decapitado en el hecho de la Campana de Huesca.